# Burma japán megszállás alatt (1942–1943)
A burmai hadjárat a második világháború délkelet-ázsiai hadszínterén folyt 1941 vége és 1945 között. 1942-ben a Japán Császári Hadsereg sziámi egységekkel támogatva támadást intézett Burma ellen, ami akkor a Brit birodalomhoz tartozott. Burmát kínai nemzeti erők, indiaiak és britek védték. 1942 májusának végére csaknem az egész ország japán megszállás alá került. 1942 májusa és decembere között a harcok szüneteltek a monszun megérkezése miatt; a hegyi utak rossz állapota, a trópusi környezet és az utánpótlási nehézségek súlyos gondokat okoztak a szövetséges és a japán hadsereg utánpótlásában.
A monszun időszak végével a szövetségesek két támadást kezdtek a japán erők ellen: az első támadás az Arakán partvidék ellen irányult, amely sikertelenül zárult, jelentős csapást mérve ezzel a britek katonai lelkesedésére. A másik támadás már sokkal jelentősebbnek bizonyult. Orde Wingate csindit csapataival támadást intézett a japán erők ellen Észak-Burmában.

## India és Burma 1942 május és december között
A szövetségesek és a japánok hadműveleteit a térségben lelassította, megbénította a földrajzi környezet, az éghajlat és a közlekedési nehézségek. Az India és Burma közötti határvidék csaknem járhatatlan volt, csupán néhány, nehezen járható földút vezetett keresztül a dzsungelen India irányába. A japán megszállás alatt álló Kalewát – Nyugat-Burmában – csupán egy Csindvin folyó mellett haladó hegyi út kötötte össze a Rangoon-Mandalay-vasútvonallal. A briteknek is mindössze egy utánpótlási útvonaluk volt: a Brahmaputra folyó melletti Dimapurban véget érő vasútvonal, ami után hegyi úton érték el a burmai-indiai határon lévő Imphalt.

### Szövetségesek
A távol-keleti hadszíntért a brit vezérkar másodlagos prioritású térségnek kezelte 1942-ben. A britek ekkor főként a Közel-Kelet térségére koncentráltak. Ennek oka az is, hogy a szövetségesek döntése értelmében először Németországot kell legyőzniük, azután fordíthatják a figyelmüket Japánra. A térségben csekély méretű és rosszul felszerelt erők állomásoztak. A brit indiai hadsereg egységeit többnyire sivatagi hadviselésre képezték ki, így az 1942 végi Észak-Afrikában aratott brit győzelmek után, az indiai hadsereg egy részét visszairányították India-Burma közti határvidékre, mégsem intézhettek komoly támadást a japánok ellen, mert a dzsungelharcra való kiképzés még nem történt meg az egységeknél.
A briteknek az indiai hátországban is komoly problémáik adódtak 1942 elején. Az Arakáni offenzíva kudarca után felerősödtek az indiai brit ellenes tiltakozó megmozdulások, tüntetések Bengálban és Biharben. A tüntetések elfojtására további brit csapatokat kellett visszavezényelni a burmai frontszakaszról. A katasztrofális bengáli éhezés, amely kb. 3 millió ember halálát okozta, tovább gyöngítette az indiai hátországot. Az éhínséget közvetlenül egy tájfun idézte elő, amely 1942 közepén csaknem letarolta Bengália térségét. A rizs hiányt nem tudták pótolni Burmából, ráadásul a megmaradt riszt legnagyobb részét a britek katonai utánpótlásra használták fel a II. világháború más hadszínterein. A rizs spekulációs felvásárlása, a korrupt Bengál kormányzóság, a segélyek elosztásának meghiúsulása is mind hozzájárultak az áldozatok nagy számához.
Az erőknek a szövetségesek oldalán való elhelyezkedése tükrözte a szövetség problémáit. Egy Burma elleni szövetséges invázió sikerének érdekében az Indiából és Kínából támadó brit, amerikai és kínai csapatoknak szorosan együtt kellett működniük. Az amerikaiak számára Burma lehetőséget nyújtott, hogy a Ledóból a Burma-útig terjedő útszakasz megépítésével Kínába vezető szárazföldi összeköttetési vonalakat nyissanak meg. A britek ezt kivitelezhetetlennek tartották. 1942-1943 legfontosabb feladata az lett, hogy Indiát egy eljövendő offenzíva bázisává tegyék.

### Japánok
A japánok 1942 nyarán megerősítették pozícióikat Burmában. Ída Sódzsiró vezérezredes, a 15. japán hadsereg parancsnoka többször indítványozta a japán vezérkarnál, hogy támogassanak egy India elleni támadást a monszun időszak végén. A hadosztály parancsnokok azonban ellenezték a tervet a szállítási-utánpótlási útvonalak hiánya miatt. A támadás terveit végül elvetették.
Burmában a japánok feloszlatták a Burmai Függetlenségi Hadsereget, amely egyre nagyobb létszámban bővült, de a szervezettsége problémákat okozott, egyes egységei ellenezték a japán megszállást is. Japán létrehozta a Burmai Védelmi Sereget, amelyet ténylegesen japán tisztek irányítottak. 1943 májusában felállítottak egy burmai bábkormányt Ba Maw elnökletével. Tényleges hatalma a kormánynak nem volt, a japánok irányították a burmai közigazgatást. A gazdaság nagy károkat szenvedett 1942 első felében, amikor hadműveleti területté vált az ország. A harcok után pedig a közlekedési infrastruktúra pusztulása és a hiányzó külkereskedelem – rizs-export – tovább gyengítették a burmai gazdaságot.
Joda vezérezredes megpróbálta Burma gazdasági-stratégiai érdekeit képviselni a vezérkaron belül, ám Tokió ismételten elutasította ez irányú törekvéseit. 1943-ban végül lemondatták, mert többször is bírálta Japánt, annak burmai politikája miatt.

## Tervek és hadműveletek

### Az első arakáni hadjárat
Számos nehézségük ellenére a szövetségesek 1942-1943 száraz évszakában két hadműveletet határoztak el Burmában a japánok ellen. Az első egy kisebb támadás volt az Arakán partvidéknél. Az indiai keleti hadsereg Noel Irwin brit tábornok irányítása alatt állt, és célul tűzték ki, hogy visszafoglalják a Maju-félszigetet és az Akyab városát, amely egy fontos légitámaszpont volt. 1942. december 21-én kezdődött meg a támadás, a 14. indiai hadosztály vonult előre Donbaik irányába. Ott azonban heves ellenállásba ütköztek, néhány bevehetetlen japán bunker az indiai és brit csapatokat megállásra kényszerítette, a támadók ismétlődő rohamait a bunkerek géppuskatüze visszaverte, a szövetséges erők komoly veszteségeket szenvedtek el.
Időközben japán erősítés érkezett a térségbe Közép-Burmából. Sikeresen átkeltek a bővizű folyókon és a magas hegyláncokon, amit a szövetségesek a támadás megindításakor lehetetlennek tartottak. 1943. április 3-án az előrenyomuló japánok megverték a 14. indiai hadosztály bal szárnyát. A megvert 14. hadosztály a 26. indiai hadosztállyal együtt sem volt képes feltartóztatni a japánokat Buthidaung városától délre. A kimerült szövetséges katonák elhagyták a védelmi vonalat és felszerelésük nélkül visszavonultak az indiai határ mögé.
Irwint leváltották, őt okolva a tragikus támadásért. Számos becsmérlő ám nem teljesen alaptalan megjegyzést tett az indiai keleti hadsereg kiképzéséről, felszereltségéről és moráljáról. Utóda George Giffard tábornok lett, aki a hadsereg igazgatását és győzelembe vetett hitének megerősítését tűzte ki célul.

### Az első csindit expedíció

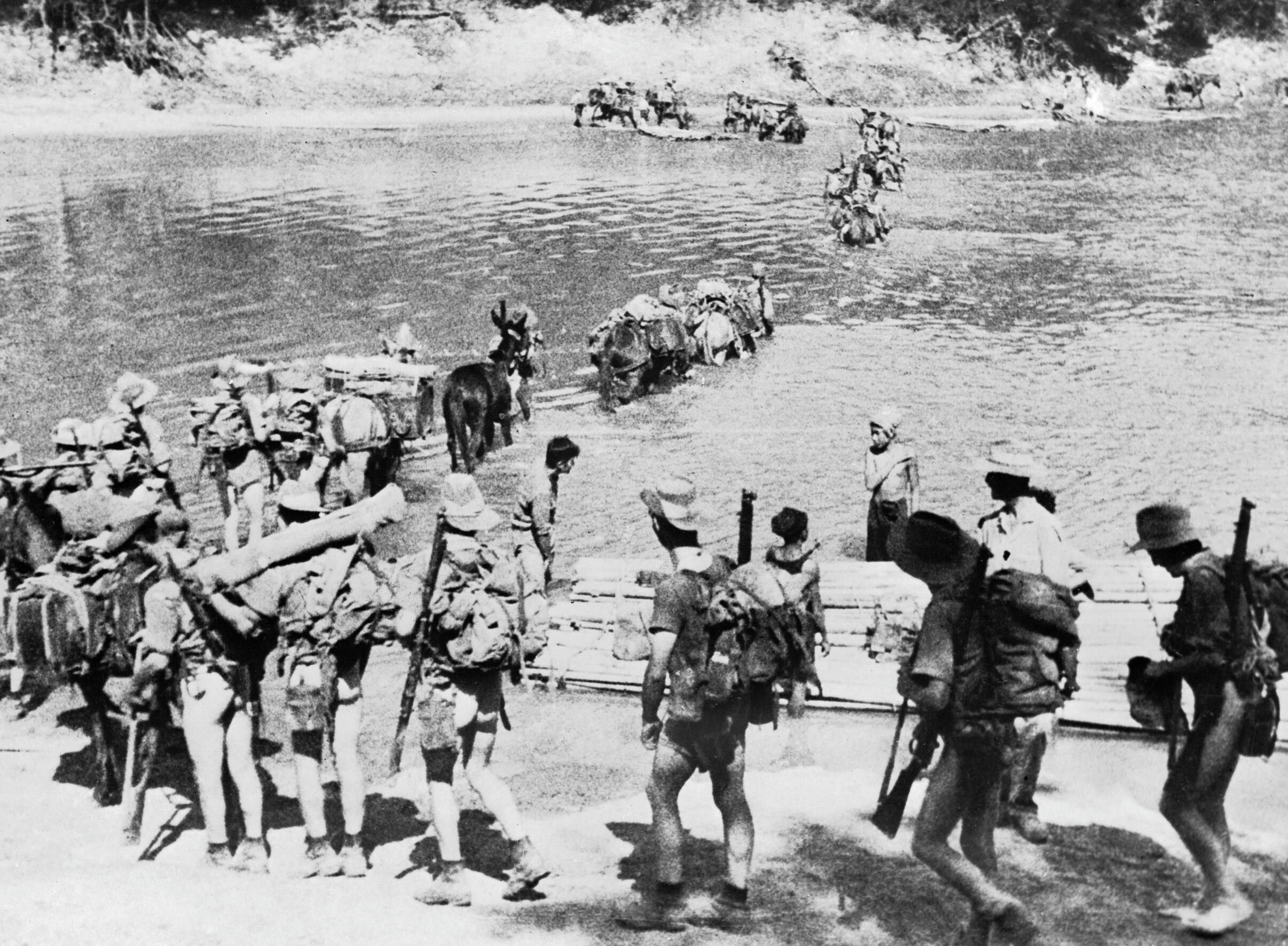
A csinditek Wingate vezetésével átkelnek a Csindvin folyón és megkezdik a benyomulást Burmába.

A második támadás még vitathatóbb volt, mint az az arakáni offenzíva. A 77. indiai gyalogezred (csinditek) – Orde Wingate parancsnoksága alatt – beszivárgott a japán frontvonalak mögé és mélyen benyomult Burmába. Elvágta e fő észak-déli irányú vasútvonalat. A hadműveletet eredetileg egy nagyobb támadás részének gondolták el, amely azonban megbukott a szállítási nehézségek és az készlethiány miatt. Annak ellenére, hogy az általános támadás meghiúsult, Wingate folytatta a hadműveleteket.
A csindit hadsereg 3000 embere vonult be Burmába több hadoszlopban. Megrongálták a kommunikációs csatornákat Észak-Burmában, elvágták a fő vasútvonalat két hétre. Ugyanakkor komoly veszteségeket szenvedtek el: 818 ember, a hadosztály 27%-a meghalt, eltűnt vagy megsebesült. Azok, akik visszatértek különböző fertőzésektől szenvedtek és gyakran életveszélyes egészségi állapotban voltak. Habár a hadművelet eredményei kérdésesek voltak, a csinditek bebizonyították, hogy az indiai és brit katonák képesek élni, hatékonyan mozogni és harcolni a dzsungelben, csakúgy, mint a japánok. A hadművelet nagy publicitást kapott, a katonai propaganda kiaknázta ezt a burmai fronton történt kisebb sikert. A japán hadsereg 1942-ben elvetette egy északkelet-indiai szárazföldi hadművelet gondolatát, ám a csindit támadás – bár a japán utánpótlási útvonalak időleges elvágástól eltekintve alig ért el valamit – arra késztette a Burmában állomásozó 15. japán hadsereget, hogy fellépjen a hadvezetésnél egy megelőző támadás érdekében.

### Központi frontvonal
A frontvonal középső részén 1942–1943-ban állandó kisebb összecsapások voltak a kulcsfontosságú Imphaltól délre, de egyik hadsereg sem készített elő döntő támadást a térségben. A 17. indiai hadosztály tartotta a pozícióit Tiddim település körül, szemben a 33. japán hadosztállyal.
A V Force, egy irreguláris haderő, amit a britek indiai parancsnokságának utasítására állítottak fel, Burma és India közötti határszakaszon olyan területeken járőrözött, amit egyik szembenálló hadsereg sem tartott ellenőrzése alatt.

### A Ledo út és a dombocska

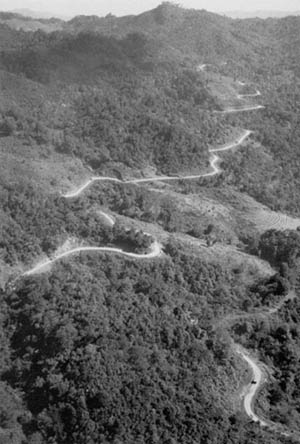
A Ledo út

A szövetségesek egyik legfontosabb stratégiai célja a burmai térségben a kínai nemzeti erők (Csang Kaj-sek) segítése, utánpótlással való ellátása volt, aki így hatékonyan küzdhetett a japánok ellen. Amikor a japánok elfoglalták Burmát, a fő utánpótlási útvonalat, Rangoontól Kínába elvágtak. Az amerikai Joseph Stilwell tábornok megszervezett egy légihidat a Himaláján keresztül (a "dombocska"). A háború ebben a szakaszában a légiszállítás könnyen sebezhető volt a japán vadászgépek miatt, amik a myitkyinai repülőtérről ellenőrizték az Észak-Burma feletti légteret.
Stillwell csökönyös ragaszkodásának is köszönhető, hogy a szövetségesek elkezdték építeni a Ledo utat, amely Kína felé állandó és biztonságos utánpótlást hivatott szolgálni. A feladat rendkívüli mérnöki tevékenység eredményeképpen valósulhatott meg. A kínai haderő egy részét, akik 1942-ben Burma japán megszállása után Indiába vonultak vissza, Stillwell és amerikai tisztek újból felfegyverezték és kiképezték dzsungelben történő hadviselésre.

## Eredmények
Az 1942-es év végétől az 1943-as év közepéig érdemleges, nagyobb támadások nem történtek a burmai frontvonalon. A japánok védelemre rendezkedtek be, a szövetségesek pedig a legyengült hátország és a demoralizálódott csapatok erősítését tűzték ki célul. Egyre jelentősebb szerepet játszottak az amerikai tanácsadók, katonatisztek is, köztük Joseph Stillwell, akik felismerve, hogy a dzsungel hadviselés különbözik a megszokott katonai hadviseléstől, különleges csapatokat (csinditek) képeztek ki. Az 1942-1943 közötti idő mindkét hadviselő fél számára felkészülési időt jelentett a döntő burmai ütközetre.

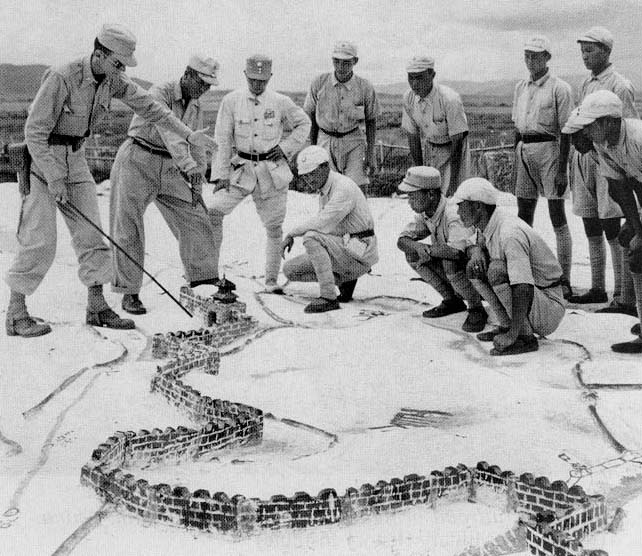
Amerikai tisztek kínaiakat képeznek ki.

## Bibliográfia
- The Times Atlasz: Második világháború szerk.: John Keegan. Akadémiai Kiadó, Bp., 1995
- A II. világháború nagy csatái. John MacDonald. GABO Kft., 1995